# Parasemia flava
Parasemia flava là một loài bướm đêm thuộc phân họ Arctiinae, họ Erebidae.